# Ampelophaga
Genre
Ampelophaga est un genre de lépidoptères (papillons) de la famille des Sphingidae, de la sous-famille des Macroglossinae, et de la tribu des Macroglossini.

## Systématique
- Le genre Ampelophaga a été décrit par les entomologistes Otto Vasilievich Bremer et William Grey en 1853[1].
- L'espèce type pour le genre est Ampelophaga rubiginosa - Bremer & Grey, 1853.

### Taxinomie
Liste des espèces
- Ampelophaga dolichoides - (R. Felder, 1874)
- Ampelophaga khasiana - Rothschild, 1895
- Ampelophaga nikolae - Haxaire & Melichar, 2007
- Ampelophaga rubiginosa - Bremer & Grey, 1853
- Ampelophaga thomasi - Cadiou & Kitching, 1998

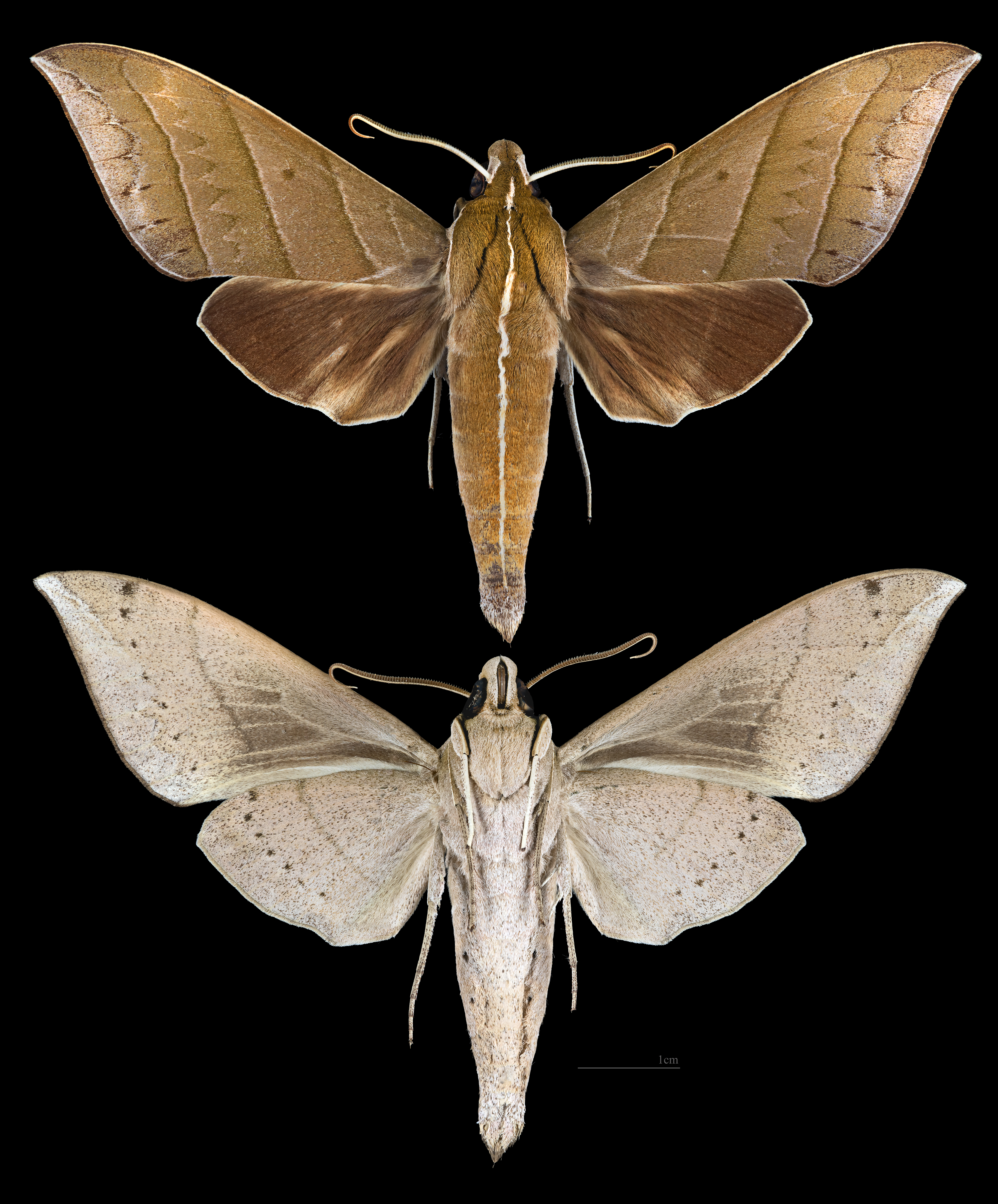
Ampelophaga dolichoides
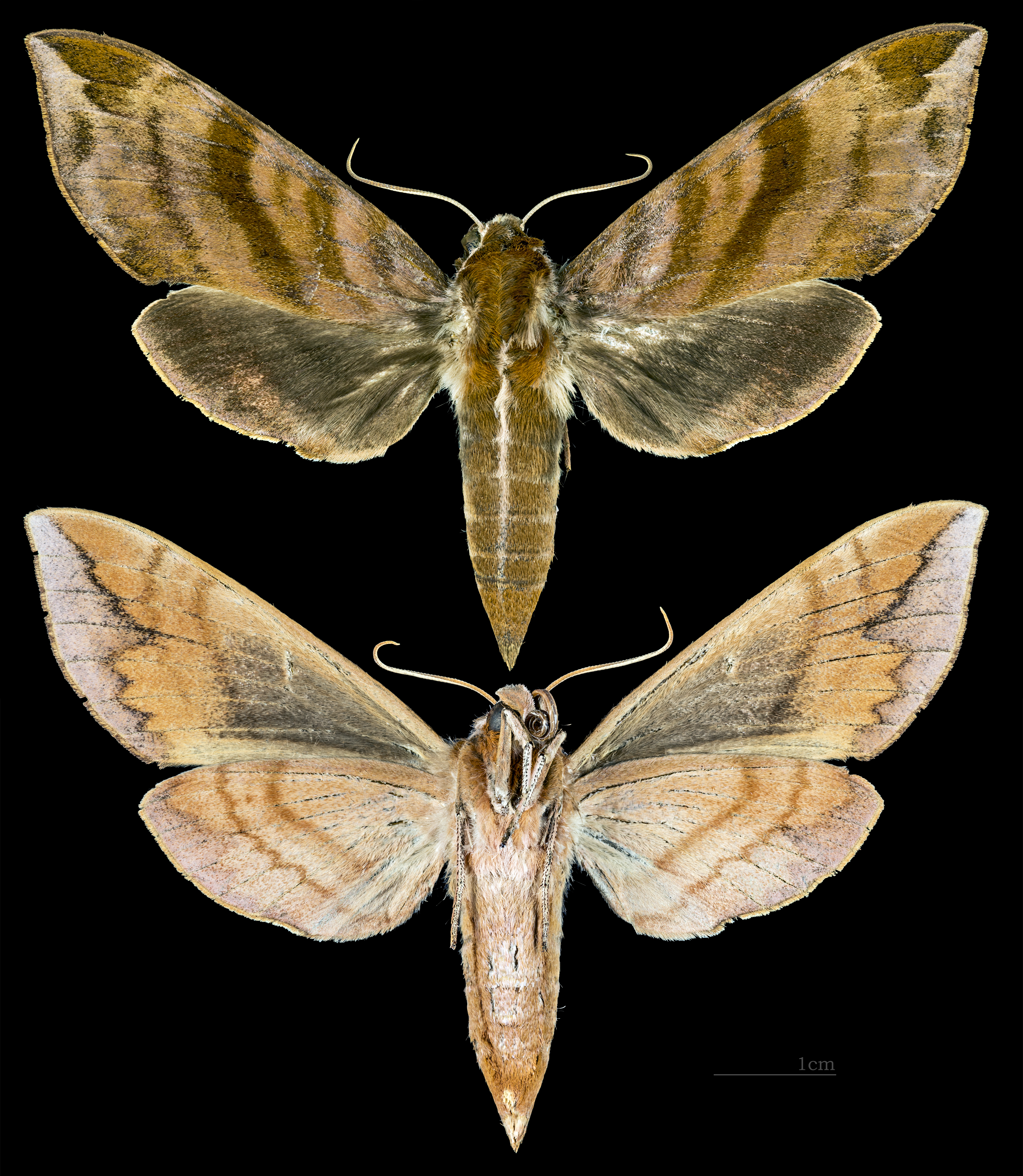
Ampelophaga rubiginosa